# Ora legale in Italia
L'ora legale in Italia è l'anticipazione di un'ora dell'orario per sfruttare la maggiore presenza estiva del sole, guadagnando un'ora di luce in più la sera; è infatti come se il sole tramontasse un'ora più tardi. L'ora legale fu adottata per due periodi dal Regno d'Italia dal 1916 al 1920 e dal 1940 al 1948, in occasione delle due guerre mondiali, con periodi di applicazione variabili. Fu poi ripresa in forma stabile dal 1966.

## L'introduzione nel 1916

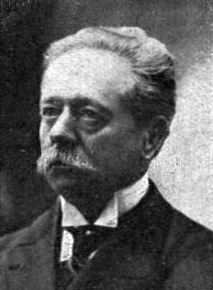
Luigi Luiggi

Nel Regno d'Italia l'ora legale fu adottata per la prima volta portando l'ora dalle 24 del 3 giugno 1916 all'1:00 del 4 giugno. Tra il 1916 e il 1920 singoli provvedimenti furono emanati per l'inizio e per la fine del periodo in cui era in vigore l'ora solare.
Art. 2. Tutte le autorità e tutti i capi di aziende pubbliche e private provvederanno perché nell'istante indicato dal precedente articolo, gli orologi siano portati a segnare l'una antimeridiana.
Art. 3. Il presente decreto avrà effetto fino a nuova disposizione.»
(Decreto luogotenenziale 25 maggio 1916, n. 631)
Il maggiore promotore dell'ora legale estiva in Italia fu l'ingegnere Luigi Luiggi che pubblicò diversi articoli sia per la sua introduzione sia per il suo successivo mantenimento. Sottolineò gli aspetti positivi della nuova regolazione oraria, in particolare un possibile risparmio da 100 a 150 milioni di lire per il carbone per l'illuminazione.
| Anno | Inizio   | Inizio | Fine         | Fine  | Giorni | Note  |
| Anno | Giorno   | Ora    | Giorno       | Ora   | Giorni | Note  |
| ---- | -------- | ------ | ------------ | ----- | ------ | ----- |
| 1916 | 3 giugno | 00:00  | 30 settembre | 00:00 | 119    | [ 1 ] |
| 1917 | 31 marzo | 00:00  | 30 settembre | 00:00 | 183    | [ 5 ] |
| 1918 | 9 marzo  | 00:00  | 6 ottobre    | 00:00 | 211    | [ 6 ] |
| 1919 | 1º marzo | 00:00  | 4 ottobre    | 00:00 | 217    | [ 7 ] |
| 1920 | 20 marzo | 00:00  | 18 settembre | 00:00 | 182    | [ 8 ] |

### Lo sciopero delle lancette
Nel 1920 a Torino l'adozione dell'ora legale fu anche occasione di contrasto in ambito lavorativo che portò a scioperi.
Inizialmente in alcuni ambiti su richiesta delle organizzazioni operai in ambito lavorativo venne mantenuta l'ora solare; ad esempio da domenica 21 marzo gli addetti dei servizi tranviari entrarono in servizio con un'ora di ritardo rispetto all'ora legale. Lunedì 22 gli impiegati comunali furono minacciati di severi provvedimenti per il mancato adeguamento al nuovo orario; la situazione divenne confusa per l'applicazione di due orari diversi in città. A Biella ci fu uno sciopero generale del settore tessile per protesta contro l'ora legale. Martedì 23 protestarono gli impiegati comunali. Presso lo stabilimento «Industrie metallurgiche», appartenente alla FIAT, erano impiegati circa 1 500 operai; per i turni di lavoro era stato raggiunto un accordo per mantenere l'ora solare nei turni di lavoro, ma ci fu una protesta per la regolazione delle lancette degli orologi interni sull'ora legale. Cinque operai, pur essendogli stata negata l'autorizzazione dalla direzione, spostarono l'ora degli orologi e vennero licenziati. I lavoratori iniziarono uno sciopero occupando lo stabilimento. Intervennero anche le forze dell'ordine, chiamate dalla direzione, ma non ci furono incidenti. La mattina di mercoledì 24 furono esposte sul tetto due bandiere rosse e una bandiera nera di un circolo anarchico; all'esterno in mattinata fu aumentato il numero di agenti e di carabinieri, ma molti furono ritirati nel pomeriggio perché non ci furono né incidenti né danni allo stabilimento. La mancanza di un accordo fece però prolungare lo stato di agitazione degli operai che furono però sgombrati senza incidenti in serata. Lo sciopero però si allargò nei giorni successivi all'intero settore metallurgico con la nascita di controversie che portarono a uno sciopero generale di dieci giorni di 400 000 operai per l'ottenimento di un concordato.

## La ripresa nel 1940
| Anno | Inizio      | Inizio | Fine         | Fine  | Giorni | Note                                                                           |
| Anno | Giorno      | Ora    | Giorno       | Ora   | Giorni | Note                                                                           |
| ---- | ----------- | ------ | ------------ | ----- | ------ | ------------------------------------------------------------------------------ |
| 1940 | 14 giugno   | 00:00  | ...          | ...   |        | [ 15 ]                                                                         |
| 1941 | ...         | ...    | ...          | ...   |        | In vigore per tutto l'anno                                                     |
| 1942 | ...         | ...    | 2 novembre   | 03:00 | 870    | [ 16 ]                                                                         |
| 1943 | 29 marzo    | 02:00  | 4 ottobre    | 03:00 | 189    | Istituzione per il Regno d'Italia e termine per la Repubblica Sociale Italiana |
| 1944 | 3 aprile    | 02:00  | 2 ottobre    | 03:00 |        | Istituzione e termine per la Repubblica Sociale Italiana                       |
| 1944 | 2 aprile    | 02:00  | 17 settembre | 03:00 |        | Istituzione e termine per il Regno d'Italia                                    |
| 1945 | 2 aprile    | 02:00  | 15 settembre | 01:00 | 165    | Per il Regno d'Italia. Sospesa nella Venezia Giulia occupata.                  |
| 1946 | 17 marzo    | 02:00  | 6 ottobre    | 03:00 | 203    |                                                                                |
| 1947 | 16 marzo    | 00:00  | 5 ottobre    | 01:00 | 203    |                                                                                |
| 1948 | 29 febbraio | 02:00  | 3 ottobre    | 03:00 | 217    |                                                                                |

Alla fine del 1948 si stabilì la soppressione dell'ora legale per l'anno successivo, considerato un sistema legato al tempo di guerra e con eccessive scomodità per i lavoratori. All'inizio del 1950 si ipotizzò di riprenderla dal 26 febbraio a causa di una crisi dell'energia elettrica, ma il miglioramento della situazione portò alla sua sospensione.

## L'ora legale dal 1966
La reintroduzione dell'ora legale fu inizialmente prevista per il 1965, ma venne invece stabilita per il 1966.
| Anno | Inizio    | Inizio | Fine         | Fine  | Giorni | Note   |
| Anno | Giorno    | Ora    | Giorno       | Ora   | Giorni | Note   |
| ---- | --------- | ------ | ------------ | ----- | ------ | ------ |
| 1966 | 22 maggio | 00:00  | 25 settembre | 00:00 | 126    | [ 26 ] |
| 1967 | 28 maggio | 00:00  | 24 settembre | 01:00 | 119    |        |
| 1968 | 26 maggio | 00:00  | 22 settembre | 01:00 | 119    |        |
| 1969 | 1º giugno | 00:00  | 28 settembre | 01:00 | 119    |        |
| 1970 | 31 maggio | 00:00  | 27 settembre | 01:00 | 119    |        |
| 1971 | 23 maggio | 00:00  | 26 settembre | 01:00 | 126    |        |
| 1972 | 28 maggio | 00:00  | 1º ottobre   | 01:00 | 126    |        |
| 1973 | 3 giugno  | 00:00  | 30 settembre | 01:00 | 119    |        |
| 1974 | 26 maggio | 00:00  | 29 settembre | 01:00 | 126    |        |
| 1975 | 1º giugno | 00:00  | 28 settembre | 01:00 | 119    |        |
| 1976 | 30 maggio | 00:00  | 26 settembre | 01:00 | 119    |        |
| 1977 | 22 maggio | 00:00  | 25 settembre | 01:00 | 126    |        |
| 1978 | 28 maggio | 00:00  | 1º ottobre   | 01:00 | 126    |        |
| 1979 | 27 maggio | 00:00  | 30 settembre | 01:00 | 126    |        |

## La riforma del 1980
Dal 1980 ci fu un anticipo dell'inizio dell'ora legale per un accordo europeo che coinvolse vari paesi della Comunità economica europea.
| Anno | Inizio   | Inizio | Fine         | Fine  | Giorni | Note   |
| Anno | Giorno   | Ora    | Giorno       | Ora   | Giorni | Note   |
| ---- | -------- | ------ | ------------ | ----- | ------ | ------ |
| 1980 | 6 aprile | 02:00  | 28 settembre | 03:00 | 175    | [ 28 ] |
| 1981 | 29 marzo | 02:00  | 27 settembre | 03:00 | 182    |        |
| 1982 | 28 marzo | 02:00  | 26 settembre | 03:00 | 182    |        |
| 1983 | 27 marzo | 02:00  | 25 settembre | 03:00 | 182    |        |
| 1984 | 25 marzo | 02:00  | 30 settembre | 03:00 | 189    |        |
| 1985 | 31 marzo | 02:00  | 29 settembre | 03:00 | 182    |        |
| 1986 | 30 marzo | 02:00  | 28 settembre | 03:00 | 182    |        |
| 1987 | 29 marzo | 02:00  | 27 settembre | 03:00 | 182    |        |
| 1988 | 27 marzo | 02:00  | 25 settembre | 03:00 | 182    |        |
| 1989 | 26 marzo | 02:00  | 24 settembre | 03:00 | 182    |        |
| 1990 | 25 marzo | 02:00  | 30 settembre | 03:00 | 189    |        |
| 1991 | 31 marzo | 02:00  | 29 settembre | 03:00 | 182    |        |
| 1992 | 29 marzo | 02:00  | 27 settembre | 03:00 | 182    |        |
| 1993 | 28 marzo | 02:00  | 26 settembre | 03:00 | 182    |        |
| 1994 | 27 marzo | 02:00  | 25 settembre | 03:00 | 182    |        |
| 1995 | 26 marzo | 02:00  | 24 settembre | 03:00 | 182    |        |

## La nuova regolamentazione europea
Terna, la società responsabile in Italia della gestione dei flussi di energia elettrica sulla rete ad alta tensione, ogni anno stima il risparmio consentito dall'adozione dell'ora legale. Tra il 2004 e il 2020 è indicato il risparmio di circa 10 miliardi di chilowattora e di oltre 1 miliardo e 720 milioni di euro.
| Anno | Inizio   | Inizio | Fine       | Fine  | Giorni | Consumo [GW·h] | Risparmio stimato [GW·h] | Risparmio stimato [percentuale] | Note                 |
| Anno | Giorno   | Ora    | Giorno     | Ora   | Giorni | Consumo [GW·h] | Risparmio stimato [GW·h] | Risparmio stimato [percentuale] | Note                 |
| ---- | -------- | ------ | ---------- | ----- | ------ | -------------- | ------------------------ | ------------------------------- | -------------------- |
| 1996 | 31 marzo | 02:00  | 27 ottobre | 03:00 | 210    | 262 873        |                          |                                 |                      |
| 1997 | 30 marzo | 02:00  | 26 ottobre | 03:00 | 210    | 271 392        |                          |                                 |                      |
| 1998 | 29 marzo | 02:00  | 25 ottobre | 03:00 | 210    | 279 317        |                          |                                 |                      |
| 1999 | 28 marzo | 02:00  | 31 ottobre | 03:00 | 217    | 285 844        |                          |                                 |                      |
| 2000 | 26 marzo | 02:00  | 29 ottobre | 03:00 | 217    | 298 510        |                          |                                 |                      |
| 2001 | 25 marzo | 02:00  | 28 ottobre | 03:00 | 217    | 304 832        |                          |                                 |                      |
| 2002 | 31 marzo | 02:00  | 27 ottobre | 03:00 | 210    | 310 726        |                          |                                 |                      |
| 2003 | 30 marzo | 02:00  | 26 ottobre | 03:00 | 210    | 320 658        |                          |                                 |                      |
| 2004 | 28 marzo | 02:00  | 31 ottobre | 03:00 | 217    | 325 357        | 609                      | 0,19%                           | [ 30 ]               |
| 2005 | 27 marzo | 02:00  | 30 ottobre | 03:00 | 217    | 330 443        | 640                      | 0,19%                           | [ 31 ]               |
| 2006 | 26 marzo | 02:00  | 29 ottobre | 03:00 | 217    | 337 459        | 645                      | 0,19%                           | [ 32 ]               |
| 2007 | 25 marzo | 02:00  | 28 ottobre | 03:00 | 217    | 339 928        | 643,7                    | 0,19%                           | [ 33 ]               |
| 2008 | 30 marzo | 02:00  | 26 ottobre | 03:00 | 210    | 339 481        | 646,2                    | 0,19%                           | [ 34 ]               |
| 2009 | 29 marzo | 02:00  | 25 ottobre | 03:00 | 210    | 320 268        | 643                      | 0,20%                           | [ 35 ]               |
| 2010 | 28 marzo | 02:00  | 31 ottobre | 03:00 | 217    | 330 455        | 644,4                    | 0,20%                           | [ 36 ]               |
| 2011 | 27 marzo | 02:00  | 30 ottobre | 03:00 | 217    | 334 640        | 647                      | 0,19%                           | [ 37 ]               |
| 2012 | 25 marzo | 02:00  | 28 ottobre | 03:00 | 217    | 328 220        | 613                      | 0,19%                           | [ 38 ]               |
| 2013 | 31 marzo | 02:00  | 27 ottobre | 03:00 | 210    | 318 475        | 569                      | 0,18%                           | [ 39 ]               |
| 2014 | 30 marzo | 02:00  | 26 ottobre | 03:00 | 210    | 310 535        | 549,7                    | 0,18%                           | [ 40 ]               |
| 2015 | 29 marzo | 02:00  | 25 ottobre | 03:00 | 210    | 316 897        | 552,3                    | 0,17%                           | [ 41 ]               |
| 2016 | 27 marzo | 02:00  | 30 ottobre | 03:00 | 217    | 314 261        | 573,0                    | 0,18%                           | [ 42 ] [ 43 ]        |
| 2017 | 26 marzo | 02:00  | 29 ottobre | 03:00 | 217    | 320 548        | 567                      | 0,18%                           | [ 42 ] [ 44 ]        |
| 2018 | 25 marzo | 02:00  | 28 ottobre | 03:00 | 217    | 321 431        | 554                      | 0,17%                           | [ 42 ] [ 45 ]        |
| 2019 | 31 marzo | 02:00  | 27 ottobre | 03:00 | 210    | 319 622        | 505                      | 0,16%                           | [ 42 ] [ 46 ]        |
| 2020 | 29 marzo | 02:00  | 25 ottobre | 03:00 | 210    | 302 751        | 400                      | 0,13%                           | [ 42 ] [ 29 ]        |
| 2021 | 28 marzo | 02:00  | 31 ottobre | 03:00 | 217    | 319 919        | 450                      | 0,14%                           | [ 42 ] [ 47 ] [ 48 ] |
| 2022 | 27 marzo | 02:00  | 30 ottobre | 03:00 | 217    | 316 827        | 420                      | 0,13%                           | [ 49 ] [ 48 ]        |
| 2023 | 26 marzo | 02:00  | 29 ottobre | 03:00 | 217    | 306 090        | 370                      | 0,12%                           | [ 50 ] [ 51 ]        |
| 2024 | 31 marzo | 02:00  | 27 ottobre | 03:00 | 210    | 312 285        | 340                      | 0,11%                           | [ 52 ] [ 53 ]        |
| 2025 | 30 marzo | 02:00  | 26 ottobre | 03:00 | 210    |                |                          |                                 |                      |

Va osservato che il risparmio stimato da Terna, e sopra riportato nella colonna Risparmio, va riferito ai soli consumi per la illuminazione, inoltre con esclusione della illuminazione pubblica, essendo quest'ultima controllata da orologi astronomici o sensori crepuscolari.
Nel dettaglio, in un documento ENEA troviamo alcuni dati relativi al 2010, la cui fonte indicata è Terna. In un documento reperibile sul sito Terna, sezione dati statistici, anno 2010, sotto il titolo Dati Generali, la richiesta
complessiva della rete ammonta a 330.455 GW·h, che è il valore riportato sopra nella colonna Consumo riferito al 2010. Togliendo a questa richiesta, le perdite di rete indicate in 20.570 GW·h, si indica un consumo da parte degli utilizzatori pari a 309,8 TW·h, ovvero il valore indicato sul documento ENEA sul progetto Lumiere. Di questi 309,8 TW·h, i dati come forniti da Terna indicano un totale di 50,8 TW·h consumati per l'illuminazione e suddivisi per settori: 0,5 TW.h nella agricoltura, 13,4 TW·h nella industria, 36,9 TW·h nel civile. I consumi di illuminazione del settore civile sono a loro volta indicati come ripartiti in 21,4 TW·h da parte del settore servizi e commercio, e 6,1 TW·h dalla illuminazione pubblica, e insieme formano il settore terziario. I restanti 9,4 TW·h del settore civile sono attribuiti al comparto residenziale. Se togliamo l'illuminazione pubblica, residuano 44,7 TW·h di consumi per illuminazione nel 2010, a cui sono riferibili gli stimati
644,4 GW·h (cioè 0,6444 TW·h) risparmi imputati allo spostamento in
avanti di un'ora degli orologi, principalmente durante i mesi delle stagioni intermedie,
cioè primavera e autunno. Infatti nel comunicato Terna relativo al 2010, i maggiori risparmi sono indicati nei mesi di aprile (150 GW·h) e ottobre (194 GW·h), seguiti dai mesi di giugno (87 GW·h) e settembre (85,5 GW·h). Perciò, nel 2010, il risparmio stimato incide per l'1,44% dei potenziali consumi di illuminazione possibilmente interessati dallo spostamento orario. Non sembra che Terna abbia forniti i consumi per illuminazione, suddivisi per settore, per gli altri anni, prima o dopo il 2010.

## L'abolizione da parte dell'Unione europea
Nel settembre 2018 la Commissione europea ha proposto l'abolizione del cambio stagionale dell'ora a partire dal 2019; i singoli paesi avrebbero dovuto scegliere se adottare definitivamente l'ora solare o l'ora legale. A marzo 2019 il Parlamento europeo ha approvato la proposta, rinviando all'anno 2021 la scelta sull'orario per i singoli stati.